# Concertgebouw
Koninklijk Concertgebouw er et koncerthus i Amsterdam, Holland. Det betyder direkte oversat Kongelig Koncertbygning. Det royal navn blev givet til bygningen i 2013 af dronning Beatrix af Holland. Grundet bygningens meget gode akustik, anses Concertgebouw for et af de tre bedste koncerthuse i verden sammen med Bostons Symphony Hall og Musikverein i Wien.

## Historie
Arkitekten på bygningen var Adolf Leonard van Gendt, der bl.a. var inspireret af Neue Gewandhaus i Leipzig, der blev bygget to år tidligere (og ødelagt i 1943). Byggeriet begyndte i 1883 på en plads der på det tidspunkt var udenfor byen i Amstelveen. 2.186 piller 12-13 meter lange blev drevet ned i jorden for at understøtte bygningen. Huset åbnede den 11. april 1888, med en åbningskoncert hvor 120 musikere og et kor på 500 sangere optrådte med værker af Wagner, Händel, Bach og Beethoven. 
Husorkestret i Concertgebouw er Koninklijk Concertgebouworkest ("Royal Concertgebouw Orchestra") der gav deres første koncert i bygningen den 3. november 1888 som Concertgebouworkest.
Grote Zaal ("Store sal") kan huse 2.037 tilskuere, og er 44 m lang, 28 m bred og 17 m høj. Salens rumklang er 2,8 sek. uden publikum, 2,2 sek. med publikum hvilket gør den ideel for musik fra den sene romantiske periode som værker af Mahler. Dette karakteristika gør den dog mindre velegnet til opførelse af moderne musik, grupper som The Who og Pink Floyd optrådte der i 1960'erne. 
Bag hovedhallen ligger en mindre oval scene Kleine Zaal ("Lille sal"), der har 478 sæder. Kleine Zaal er 20 m lang og 15 m bred. Dets mere intime rum gør den velegnet til kammermusik og lieder.

## Eksterne links
- Hjemmeside for Concertgebouw
- Billeder fra Concertgebouw Arkiveret 11. marts 2007 hos  Wayback Machine

52°21′22.46″N 4°52′44.72″Ø / 52.3562389°N 4.8790889°Ø